# 深瀬弘恭
深瀬 弘恭（ふかせ ひろゆき、1951年 - ）は、日本の実業家。株式会社インターネットイニシアティブ創業者・初代代表取締役社長。

## 人物・来歴
東京生まれ。東京都立日比谷高等学校を経て、1978年埼玉大学理学部物理学科卒業。アスキーソフトウエア開発部長を経て、1992年に鈴木幸一とインターネットイニシアティブを創業し、代表取締役社長に就任。1994年から同社取締役会長。NTT専用線を用いた商用インターネットサービスプロバイダを先駆け的に展開した。